# س. دونالد ألستون
س. دونالد ألستون (بالإنجليزية: C. Donald Alston)‏ هو ضابط أمريكي، ولد في 1956.